# Chevillé
Chevillé – miejscowość i gmina we Francji, w regionie Kraj Loary, w departamencie Sarthe.
Według danych na rok 1990 gminę zamieszkiwało 298 osób, a gęstość zaludnienia wynosiła 21 osób/km² (wśród 1504 gmin Kraju Loary Chevillé plasuje się na 986. miejscu pod względem liczby ludności, natomiast pod względem powierzchni na miejscu 818.).